# CoinMetro
CoinMetro es una plataforma de intercambio tokenizado, con sede en Tallin, Estonia. La compañía fue creada por el equipo detrás del corredor de Forex regulado, FXPIG. La plataforma permite a las empresas u organizaciones lanzar ICO a través de un proceso automatizado donde se generan contratos inteligentes.

## Descripción general
CoinMetro fue fundada en noviembre de 2017 por el CEO de la compañía, Kevin Murcko, quien es miembro fundador de la junta directiva de la European Crypto Association y CEO de FXPIG. CoinMetro es un ecosistema que incluye un intercambio de criptomonedas-fiat, principal, una plataforma de negociación de margen, una plataforma de negociación de copia y un mercado de valores digitales. El ecosistema es compatible con el token de utilidad nativo de CoinMetro, XCM, que está vinculado a todos los productos y servicios de la empresa. Desde 2018, CoinMetro se sede en Tallin, Estonia, y la segunda oficina ubicada en Ciudad de México. La oficina de CoinMetro está ubicada en un edificio histórico llamado Fahle Maja (Fahle House), la antigua fábrica de papel y celulosa. Además, CoinMetro es un agente EMI licenciado y tiene registros activos con reguladores en los EE. UU. (FinCEN) y Australia (AUSTRAC).
En 2018, Estonia otorgó licencias para servicios de billetera e intercambio a CoinMetro. En 2018, la venta de tokens de CoinMetro comenzó el 21 de febrero hasta finales de marzo. Durante la venta, 300,000,000 COIN estaban disponibles, y todos los tokens no vendidos se quemaron para preservar el precio del token. El precio de COIN comenzó en € 0,11 ($ 0,14), aumentando en € 0,01 por cada 50.000.000 de COIN vendido, hasta un máximo de € 0,15 ($ 0,18).
En 2020, la tasa de crecimiento de CoinMetro aumentó en un 620%.
En 2021, CoinMetro recaudó 2,5 millones de euros en su oferta de bonos tokenizados.